# Fabrício Garcia Andrade
Fabrício Garcia Andrade (4 maggio 2001) è un calciatore capoverdiano, attaccante dell'Estoril Praia e della nazionale capoverdiana.

## Carriera

### Club
Ha iniziato a giocare a calcio a Capo Verde con il Bairro Craveiro. Nel 2021 si è trasferito in Portogallo al Fabril Barreiro dove ha giocato nel Campeonato de Portugal nella stagione 2022-2023.
Il 4 agosto 2023 è stato acquistato dall'Estoril Praia che lo ha assegnato alla formazione Under-23. Il 25 febbraio 2024 ha esordito in Primeira Liga nell'incontro pareggiato 3-3 contro il Vizela ed il 5 aprile è stato promosso definitivamente in prima squadra.

### Nazionale
Nel 2024 ha esordito in nazionale.

## Statistiche

### Presenze e reti nei club
Statistiche aggiornate al 18 maggio 2024.
| Stagione        | Squadra         | Campionato      | Campionato | Campionato | Coppe nazionali | Coppe nazionali | Coppe nazionali | Coppe continentali | Coppe continentali | Coppe continentali | Altre coppe | Altre coppe | Altre coppe | Totale | Totale | Totale |
| Stagione        | Squadra         | Comp            | Pres       | Reti       | Comp            | Pres            | Reti            | Comp               | Pres               | Reti               | Comp        | Pres        | Reti        | Pres   | Reti   |        |
| --------------- | --------------- | --------------- | ---------- | ---------- | --------------- | --------------- | --------------- | ------------------ | ------------------ | ------------------ | ----------- | ----------- | ----------- | ------ | ------ | ------ |
| 2022-2023       | Fabril Barreiro | CdP             | 20         | 4          | CP              | 1               | 1               |                    | -                  | -                  |             | -           | -           | 21     | 5      |        |
| 2023-2024       | Estoril Praia   | PL              | 10         | 2          | CP+CdL          | 0               | 0               |                    | -                  | -                  |             | -           | -           | 10     | 2      |        |
| Totale carriera | Totale carriera | Totale carriera | 30         | 6          |                 | 1               | 1               |                    | -                  | -                  |             | -           | -           | 31     | 7      |        |

### Cronologia presenze e reti in nazionale
| Cronologia completa delle presenze e delle reti in nazionale ― Capo Verde | Cronologia completa delle presenze e delle reti in nazionale ― Capo Verde | Cronologia completa delle presenze e delle reti in nazionale ― Capo Verde | Cronologia completa delle presenze e delle reti in nazionale ― Capo Verde | Cronologia completa delle presenze e delle reti in nazionale ― Capo Verde | Cronologia completa delle presenze e delle reti in nazionale ― Capo Verde | Cronologia completa delle presenze e delle reti in nazionale ― Capo Verde | Cronologia completa delle presenze e delle reti in nazionale ― Capo Verde |
| Data                                                                      | Città                                                                     | In casa                                                                   | Risultato                                                                 | Ospiti                                                                    | Competizione                                                              | Reti                                                                      | Note                                                                      |
| ------------------------------------------------------------------------- | ------------------------------------------------------------------------- | ------------------------------------------------------------------------- | ------------------------------------------------------------------------- | ------------------------------------------------------------------------- | ------------------------------------------------------------------------- | ------------------------------------------------------------------------- | ------------------------------------------------------------------------- |
| 11-6-2024                                                                 | Praia                                                                     | Capo Verde                                                                | 1 – 0                                                                     | Libia                                                                     | Amichevole                                                                | -                                                                         | 82’                                                                       |
| 6-9-2024                                                                  | Il Cairo                                                                  | Egitto                                                                    | 3 – 0                                                                     | Capo Verde                                                                | Qual. Coppa d'Africa 2025                                                 | -                                                                         | 76’                                                                       |
| 10-10-2024                                                                | Praia                                                                     | Capo Verde                                                                | 0 – 1                                                                     | Botswana                                                                  | Qual. Coppa d'Africa 2025                                                 | -                                                                         | 84’                                                                       |
| 15-10-2024                                                                | Francistown                                                               | Botswana                                                                  | 1 – 0                                                                     | Capo Verde                                                                | Qual. Coppa d'Africa 2025                                                 | -                                                                         | 75’                                                                       |
| 20-3-2025                                                                 | Praia                                                                     | Capo Verde                                                                | 1 – 0                                                                     | Mauritius                                                                 | Qual. Mondiali 2026                                                       | -                                                                         | 46’ 83’                                                                   |
| 8-6-2025                                                                  | Kutaisi                                                                   | Georgia                                                                   | 1 – 1                                                                     | Capo Verde                                                                | Amichevole                                                                | -                                                                         | 87’                                                                       |
| Totale                                                                    |                                                                           | Presenze                                                                  | 6                                                                         |                                                                           | Reti                                                                      | 0                                                                         |                                                                           |